# Horacio Quiroga

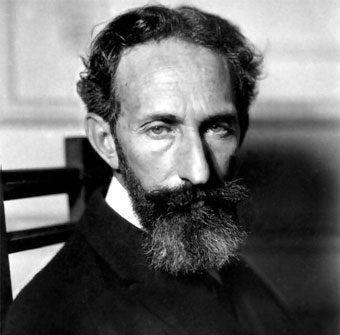

Horacio Quiroga (* 31. Dezember 1878 in Salto; † 19. Februar 1937 in Buenos Aires) war ein uruguayischer Schriftsteller.
Er wurde als Sohn des argentinischen Vizekonsuls in der uruguayischen Grenzstadt Salto geboren. Nach dem frühen Tod des Vaters ging er nach Argentinien, wo er sein Leben verbrachte. Er behielt aber die uruguayische Staatsbürgerschaft bei.
Quiroga starb durch eigene Hand am 19. Februar 1937 in einem Krankenhaus in Buenos Aires. Er verfasste Erzählungen, Kurzgeschichten, kleine Romane und Skizzen.

## Leben

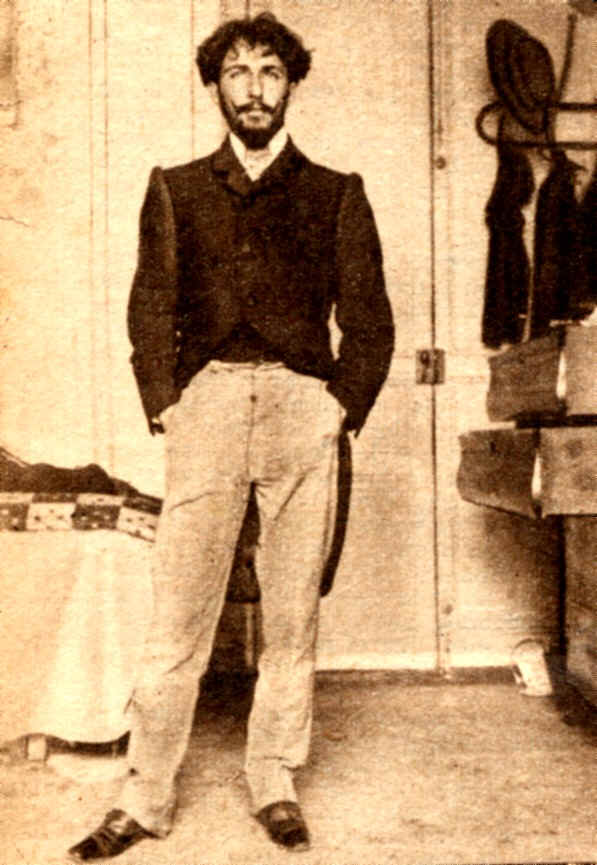
Horacio Quiroga

Horacio Quiroga wurde 1878 in der kleinen Stadt Salto in Uruguay geboren. Sein Vater starb einige Monate danach bei einem Jagdunfall. Zwölf Jahre lebte Horacio mit der Mutter allein, bekam dann einen liebevollen Stiefvater, der aber bald schwer erkrankte und nach einem Gehirnschlag fast vollständig gelähmt wurde. Der lebensmüde Mann beschaffte sich mit Mühe ein Jagdgewehr, postierte es auf seinen Füßen und betätigte den Abzug mit den Zehen. Er erschoss sich in dem Moment, in dem der sechzehnjährige Horacio das Zimmer betrat.
Quiroga studierte Chemie, später Geschichte und Fotografie; er begann zu schreiben und wurde 1894 Mitarbeiter der Zeitschrift Revista del Salto, die er ab 1898 auch herausgab. 1900 reiste er für einige Monate nach Paris, um Zugang zur literarischen Welt zu finden – ohne Glück. Quiroga kehrte desillusioniert und finanziell ruiniert nach Uruguay zurück. 1901 erschien sein erstes Buch „Die Korallenriffe“, in dem er moderne Sprachexperimente anstellte. Am 5. März 1902 später traf ihn ein weiterer Schicksalsschlag. Er erklärte einem Freund, der sich duellieren wollte, den Gebrauch einer Pistole und erschoss ihn dabei versehentlich.
Quiroga ließ sich in Buenos Aires nieder. 1903 begleitete er als Fotograf den Dichter Leopoldo Lugones in den Urwald nach Misiones im subtropischen Nordargentinien, der ihn tief beeindruckte. 1905 folgte eine Expedition in den argentinischen Teil des „Gran Chaco“, sie wurde ein kompletter Fehlschlag. Quiroga kehrte als gebrochener Mann nach Buenos Aires zurück, wo er als Professor für spanische Sprache und Literatur arbeitete. In seinem Werk verzichtete er mehr und mehr auf modernistische Experimente und legte Wert auf authentische Details. Oft kreisen seine Texte um Tod und Wahnsinn, wie in dem zweiten Erzählband El crimen del otro (1904).
1910 heiratete er die 15 Jahre jüngere Ana María Cires, mit der er in den Urwald von San Ignacio in Misiones zog. Hier wurde er zum Juez de Paz, einer Art Standesbeamten, ernannt. Er führte dieses Amt jedoch sehr nachlässig aus, bewahrte z. B. Heirats- oder Sterbevermerke in einer Keksdose auf. Hier wurden auch seine beiden Kinder geboren, die er streng und eigenwillig erzog. Er versuchte, sie an das Leben in Urwald und Bergen zu gewöhnen, beispielsweise indem er sie dort über Nacht alleine aussetzte. Die Ehe war zerrüttet. Seine Frau vergiftete sich nach einer gewalttätigen Auseinandersetzung im Dezember 1915 mit Quecksilber(II)-chlorid und starb acht Tage lang qualvoll. Quiroga ließ die beiden Kinder bei der Familie seiner Frau (die Tochter Eglé und der Sohn Darío begingen später Selbstmord; 1988 ebenso seine Tochter aus zweiter Ehe, María Elena, genannt Pitóca).
1917 ging Quiroga zurück nach Buenos Aires und war dort uruguayischer Konsul. 1918 erschienen die „Cuentos de la Selva“ („Geschichten aus dem Urwald“), die er seinen Kindern widmete, und weitere Erzählungssammlungen. Mit 50 verliebte sich Quiroga nochmals in eine sehr viel jüngere Frau, die ehemalige Mitschülerin seiner Tochter. Er heiratete sie 1927 und zog auch mit ihr in die Wildnis von San Ignacio, wo er sein Glück als Schnapsbrenner, Farmer und Köhler versuchte. Aber wiederum hielt es die Frau nicht lange aus und verließ den siebzehn Jahre älteren, rastlosen und besessenen Mann 1935 zusammen mit der achtjährigen Tochter.
Im Alter von 59 schließlich nahm sich Horacio Quiroga mit Zyankali in einem heruntergekommenen Hospital in Buenos Aires 1937 das Leben, nachdem man ihm mitgeteilt hatte, dass er Prostatakrebs in fortgeschrittenem Stadium habe.

## Werk
Wie Quirogas Lebenslauf sind seine Geschichten und Fabeln von der Jagd und vom Tod geprägt. Auffällig und ganz gegensätzlich dazu ist allerdings die Fantasie, Heiterkeit und Gelassenheit, mit der er von der Jagd, von Gejagten und Jägern erzählt. Quirogas Geschichten mit ihrer Mischung aus Wirklichkeit und Phantasie und ihrer tiefen erzählerischen Leidenschaft sind spannend wie sein Leben und bunt wie der Urwald, in dem er viele Jahre seines Lebens verbracht hat. Unter seinen zahlreichen Erzählungen finden sich auch solche phantastischen Inhalts; vor allem wegen El Hombre Artificial (1910, Der künstliche Mensch) wird Quiroga zu den Vorläufern einer eigenständigen südamerikanischen Science-Fiction gezählt.

## Bedeutendste Werke
- Los arrecifes de coral (Gedichte, 1901)
- El crimen del otro (Kurzgeschichten, 1904)
- Los perseguidos (Kurzgeschichten, 1905)
- Historia de un amor turbio (Roman, 1908)
- Cuentos de amor de locura y de muerte (Kurzgeschichten, 1917)
- Cuentos de la selva (Kurzgeschichten, 1918)
- El salvaje (Kurzgeschichten, 1920)
- Los sacrificados (Theater, 1920)
- Anaconda (Kurzgeschichten, 1921)
- El desierto (Kurzgeschichten, 1924)
- La gallina degollada y otros cuentos (Kurzgeschichten, 1925)
- Los desterrados (Kurzgeschichten, 1926)
- Pasado amor (Roman, 1929)
- Más allá (Kurzgeschichten, 1935)

## Deutsche Ausgaben
- Auswanderer. Menschenschicksale aus dem argentinischen Urwald, Safari-Verlag, Berlin 1931
- Der Aufruhr der Schlangen. Bertelsmann 1958
- Anakonda. Erzählungen aus der Wildnis von Misiones, Aufbau Verlag 1971
- Geschichten von Liebe, Irrsinn und Tod. Suhrkamp 1986, ISBN 3-518-01881-7
- Der Papagei mit der Glatze. Geschichten aus Südamerika, Hammer 1989, ISBN 3-87294-388-X
- Urwald-Geschichten. Büchergilde Gutenberg 1994, ISBN 3-7632-4342-9
- Der Krieg der Kaimane. (La guerra de los yacares) Hammer 1995, ISBN 3-87294-625-0
- Weißer Herzstillstand. Erzählungen, Suhrkamp Verlag 1995 (Phantastische Bibliothek), ISBN 3-518-38893-2
- Die Verbannten und andere Erzählungen. Aisthesis, Bielefeld 2010. ISBN 978-3-89528-798-5
- Die Wildnis des Lebens. Erzählungen, S. Fischer, Frankfurt am Main 2010. ISBN 978-3-10063-102-2